# Karlbergskyrkan
Karlbergskyrkan var en kyrkobyggnad i Karlskoga kommun. Den var församlingskyrka i Karlskoga församling, Karlstads stift.

## Kyrkobyggnaden
Kyrkan var inrymd i en före detta butikslokal i ett trevånings flerfamiljshus från 1950-talet. Söndagen den 15 januari 1967 ägde dess invigning rum.
År 2007 togs kyrkan ur bruk .